# Protonare
În chimie, protonarea este reacția de adiție unui proton (H+) la un atom, o moleculă sau un ion, în urma căreia se formează acidul conjugat. Reacțiile de protonare sunt adesea etape în procesele stoechiometrice și catalitice. Unii ioni și molecule pot suferi mai multe reacții succesive de protonare, fiind specii polibazice, fapt cunoscut pentru majoritatea moleculelor biologice. Protonarea și respectiv deprotonarea (eliminarea de proton) au loc în majoritatea reacțiilor acido-bazice, fiind adesea și etape esențiale în cadrul desfășurării unor mecanisme de reacție în chimia organică.

## Exemple
Câteva exemple sunt:
- protonarea apei cu acid sulfuric:
H2SO4 + H2O  H3O+ + HSO−
4
- protonarea izobutenei cu formarea unui carbocation:
(CH3)2C=CH2 + HBF4  (CH3)3C+ + BF−
4
- protonarea amoniacului cu acid clorhidric, cu formarea clorurii de amoniu:
NH3(g) + HCl(g) → NH4Cl(s)
- autoprotonarea apei din autoionizarea moleculară formând ionii hidroniu și hidroxid:
H2O + H2O  H
3O+
 + HO−
- autoprotonarea amoniacului din autoionizarea moleculară formând ionii amoniu și amidură:
NH3 + NH3  NH+
4 + NH−
2

## Viteza de reacție
Reacțiile de protonare au loc adesea rapid, în mare parte datorită mobilității ionice mari a protonilor în mulți solvenți. Viteza reacției de protonare este strâns legată de aciditatea speciei chimice care protonează: acizii slabi vor protona mai greu o bază decât acizii tari. Vitezele reacțiilor de protonare și de deprotonare sunt în special scăzute atunci când reacțiile au ca rezultat inducerea unor modificări structurale.